# The One with George Stephanopoulos
The One with George Stephanopoulos och på svenska Den med George Stephanopoulos är det fjärde avsnittet av den första säsongen av sitcom/komedi-TV-serien Vänner (en. Friends).
Sändes: 13 oktober, 1994.

## Handling
För att försöka få Ross att glömma sin och hans ex-fru Carols bröllopsdag så tar Joey och Chandler honom till en hockeymatch med New York Rangers. Kvällen går inte bra - Ross hittar en massa saker som påminner honom om Carol och får en hockeypuck rakt på näsan. På sjukhuset får Joey och Chandler reda på att Carol är den enda kvinna som Ross haft sex med.
Tre gamla vänner till Rachel - Leslie, Kiki och Joanne - kommer till Central Perk för att besöka henne. Deras besök gör Rachel deprimerad för de frågar ut henne om hennes beslut att rymma från sitt bröllop.
Monica bjuder in Phoebe för att sova över - Phoebes mormor har en ny pojkvän och de båda är riktigt högljudda i sängen. Så de bestämmer sig för ha ett pyjamasparty med pizza och alkohol.
Rachel är fortfarande upprörd över vad hennes gamla vänner har sagt och det slutar med att Monica och Phoebe blir lika deprimerade. Just när Rachel inte tror att något kan bli värre så levererar pizzabudet fel pizza. Men det blir genast bättre när de får reda på att pizzan egentligen skulle till Vita Husets rådgivare George Stephanopoulos. När de får reda på att han bor tvärs över gatan börjar tjejerna spionera på sin sexige granne från sin balkong. Efter en stund berättar de hemligheter för varandra; Monica gav Phoebe en paté som innehöll gås en gång och sa att det var vegetarisk mat (Phoebe är vegetarian); Phoebe låg med en kille som några timmar gjort slut med Monica, etc.
I slutet av avsnittet så spelar vännerna Twister när Rachel får ett samtal från VISA. De ringer för att rapportera något ovanligt om hennes kreditkort - det har inte använts alls. Rachel ser på sina vänner, och bestämmer sig för att hon har det rätt bra trots allt.

## Citat
- Monica: Phoebe? Do you have a plan?

Phoebe: I don't even have a "pla"
- Chandler: What? What? What is it? That she left you? That she likes women? That she left you for another woman that likes women?

Ross: A little louder, okay? I think there's a man on the twelfth floor--in a COMA--who didn't hear you.

## Medverkande
- Skriven av Alexa Junge
- Regisserad av James Burrows
- Mary Pat Gleason som Sjuksyster Sizemore
- Marianne Hagan som Joanne
- Michele Maika som Kiki
- Leesa Bryte som Leslie
- Sean Whalen som Pizzakillen
- Benjamin Caya som Bratty Boy